# 事林広記
『事林広記』（じりんこうき）は、南宋末に建寧府崇安県の陳元靚（ちんげんせい）が著した、日用の百科事典タイプの民間書籍である。当時の民間の生活に関する資料を大量に含んでおり、かつ挿絵入りの類書という新しいジャンルを切りひらいた。わかりやすいために、広く普及した。『事林広記』の「帝系」の項には「大元聖朝」の一節があり、そこに「今上皇帝中統五年」（1246年）「至元万万年」とあることから、元初のクビライの中統年間から至元年間のはじめ（13世紀中ごろ）に書が完成したことがわかる。この本の原刊本は失われており、現在は元・明の刻本および和刻本などが知られているが、いずれも増改を経ている。

## 内容
『事林広記』は南宋および元の時代の生活百科事典である。
元の時代の百科事典として、まず元朝の領域を示した『大元混一図』を置いている。その中に元の上都・大都が描かれている。ついで元朝の郡邑・蒙古字体・パスパ文字の百家姓・元の官制・元の交鈔貨幣・元の皇帝などを順次紹介している。それから元の市井生活および市民生活の常識を紹介しているが、そこでは生活類百科事典ではじめて挿絵を使用している。挿絵には元の騎馬・弓術・拝礼・車両・旗幟・学校・先賢神聖・孔子・老子・昭烈武成王・宴会・建築・囲碁・シャンチー・投壺・盤双六・打馬（ダイスゲームの一種）・蹴鞠・幻術・唱歌などがあり、元の歴史や社会生活を研究する上の一級の視覚的資料となっている。
パスパ文字で書かれた百家姓に多くの紙幅を割いており、かつ「蒙古字体」の説明を行っている。パスパ文字は後世使用されなくなり、元の滅亡後は廃棄されたため、同書の百家姓はパスパ文字の実物を残すものとして重要である。

## 1963年中華書局影印本
1963年に中華書局から元の至順年間（1330年 - 1333年）建安椿荘書院刻本が影印された。中国の学術界ではしばしばこの本が引用される。この影印本は日中戦争前に故宮博物院蔵本を商務印書館が撮影した本を底本として印刷発行したもので、現代中国の有名な学者である胡道静による前言を附している。この前言の中では陳元靚の伝記とその著作・事林広記の内容・版本などについて明晰な分析を行っており、事林広記研究の上で権威ある著作となっている。
なお、この至順本は現在は台湾の故宮博物院にある。

## その他の刻本
『事林広記』は元以降数回にわたって修正・翻刻がなされている。1963年の中華書局影印本以外に比較的よく利用される刻本には以下のものがある。至順本が前集・後集・続集・別集の四集に分けるのに対し、和刻本は甲集から癸集までの十集に分けるなど、編成も大きく異なる。
- 日本の内閣文庫所蔵至順刊本
- 日本の元禄十二年（1699）和刻本。元泰定乙丑（1325）本にもとづく。『和刻本類書集成』（汲古書院）所収
- 北京大学図書館蔵の元後至元庚辰（1340）鄭氏積誠堂刊本
- 日本の宮内庁書陵部蔵の後至元鄭氏積誠堂刊本。北京大学のものに近い